# Абульгази-хан
Абульгази́-хан, Абу́-л-Гази́-хан (Абул-гази, Багадур-хан, Абульгази Бахадурхан, чагат. ابوالغازی بهادرخان‎‎; 12 августа 1603, Ургенч—1664, Хива) — хивинский хан из узбекской династии шейбанидов, историк и писатель. Родился в Ургенче, сын правителя Араб Мухаммад-хана.

## Правление
Абулгази Багадур-хан, сын Араб Мухаммед-хана, из рода Шибана, из поколения Узбеков, родился в городе Ургенче (современный Куня-Ургенч). Абулгази получил это имя в память победы, одержанной, его отцом его над Уральскими казаками, напавшими на Ургендж, а также и потому, что род, из которого была мать его, носил имя Газиев, "воителей за веру".
У Араб-Мухаммеда, ставшего ханом в 1602 г., было семь сыновей: Исфендиар, Хабаш, Ильбарс, Абу-л-Гази, Шериф-Мухаммед, Хорезмшах и Авган. Мать Абулгази-хана звали Михрибану-ханым. До шестнадцати лет Абу-л-Гази жил в Ургенче, в доме своего отца, который, женив Абу-л-Гази, передал ему в “удельное владение” половину Ургенча, а другая половина была отдана его брату Хабашу.
В результате междоусобной войны в 1627 году Абулгази бежал к казахам, где был хорошо принят родственником - чингизидом Есим-ханом. Затем Абулгази в течение двух лет жил у казахского владетеля Ташкента - Турсуна. В 1630 году он вернулся в родной Хорезм. Однако его брат Исфендияр-хан вероломно захватил его и отослал в 1630 году в Персию к Шаху-Сефи. Шах-Сефи назначил Абулгазию местопребыванием Исфаган. Здесь Хивинский царевич прожил десять лет под стражей. Затем Абулгази склонил в побегу троих своих слуг, разделавших с ним заточение, и хитро умел пробраться до границ Хивы.
В 1639 году он бежал из Персии, позже Абулгази прожил на Балхане у текинцев и на Мангышлаке у калмыков провел два года и в середине 1641 г. вернулся в Хорезм.
В 1643 году Абулгази был провозглашен ханом. Воевал против туркмен, калмыков и Бухарского ханства.
Абулгази Баходирхан (1645–1663) собирал при своем дворе коллекцию древностей, отведя специальное помещение для ее демонстрации. В народе это место называли «Ажойибхона» – «Комната чудес» (Кунсткамера).

## Борьба с калмыками
В 1649 и 1653 годах калмыки совершили два больших набега на Хорезм. В 1649 г. калмыки во главе с Кульдаленг Дорджи-тайши  совершили набег на область Кят; на обратном пути они были настигнуты Абулгази в местечке Йугурук-баш и разбиты наголову. В 1653 г. калмыки во главе с Мар-ген-тайши, Окчутебе и Тугулом совершили набег на Хазарасп. Абулгази, получив известие о нападении калмыков, устроил погоню за ними; часть калмыков была перебита, часть во главе с Окчутебе и Тугулом сдалась на милость победителя и был заключен мир с калмыками.

## Сочинения
Абулгази известен как автор двух исторических сочинений на староузбекском языке: «Родословная туркмен» (закончена к 1661) и «Родословная тюрок» (напечатана в Казани, 1852 г., и в Петерб., 1871 г.); она переведена на английский, немецкий, турецкий и французские языки, в том числе и на русский. Сочинения Абулгази отличаются научным характером, ясностью и словарным богатством.
Абулгази Багадур-хан принадлежал к образованнейшим государям Востока.
Во время десятилетнего пребывания своего в Персии, Абулгази познакомился с работами персидских историков о монголах и тюрках. Он ссылался на Историю Монголов Фазлуллаха Рашид-эд-дина, на сочинение Шараф-эд-дина Али Йазди, известное под названием «Зафар-наме». Кроме этого он использовал 18 исторических сочинений о Чингизидах.
Возможно, что в 1659—1661 года Абулгази написал «Родословную тюрков», а в 1658-1659 годах написал “Родословную туркмен”.
“Родословная туркмен”, была написана по словам Абулгази, “по просьбе туркменских мулл, шейхов и беков”, которые считали, что распространённые в народе Огуз-наме полны “ошибок и друг с другом не сходятся”. Требовалась официальная редакция предания о происхождении туркмен, их развития и размещения, что было выполнено историком Абулгази-ханом.
Востоковед В. В. Бартольд (1869—1930), использовавший “Родословную туркмен” в работе “Очерк истории туркменского народа”, отметил, что это  “специальное историческое сочинение о туркменах, какого ни об одном из других тюркских, народов нет”.
А. Ю. Якубовский (1886—1953), крупный знаток истории туркмен, утверждал, что “единственным источником, который до некоторой степени анализирует процесс сложения племенных организаций и объединения туркмен, являются работы Абулгази ”Шеджере-и турк” и ”Шеджере-и таракимэ”.
В XX веке в Чарджуйском и Керкинском районах были найдены ряд рукописей, среди которых было также четыре списка “Родословной туркмен» Абулгази-хана.

## Последние годы жизни
В конце своего правления Абулгази-хан заявил: «теперь мне уже шестьдесят лет; отныне не хочу делать зла мусульманам: оно было причиною вражды между нами. Так как всехвальный и всевышний Бог, низпосылая мне свою помощь, всегда делал меня победителем, то остальную жизнь мою употреблю на служение Богу всевышнему, на войну с Кызылбашами и Калмыками». Передав царство своим сыновьям, он занялся делами покаяния и благочестия. Он отправил в Бухару посла и помирился с Абдул-азиз-ханом.
В 1663 году отказался от престола в пользу своего сына Мухаммед Ануша, умер в 1664 году.

## Память
- В честь Абулгази Бахадурхана были названы улицы в Ургенче и Самарканде.

### Список произведений
- Родословная туркмен = Шäджäрä-i тäракiмä.
  - Абуль-Гази-Бохадур-Хан. Родословная туркмен / Пер. А. Г. Туманского. — Асхабад, 1897.
  - Родословная туркмен // Кононов А. Н. Родословная туркмен. Сочинение Абу-л-Гази хана хивинского. — М.—Л.: Изд-во АН СССР, 1958. — С. 33—112. — 285 с. — 2,200 экз.
- Родословная тюрок = Шäджäрä-i тÿрк.
  - 1-е изд.: Родословная история о татарах: В 2 томах / Г. Ф. Миллер. — 1-е изд. — СПб.: При Имп. Академии Наук, 1768. — 1512 экз.
    - Том первый. — 483 с.
    - Том второй. — 480 с.

  - 4-е изд.: Родословное древо Тюрков хивинского хана Абуль-Гази / Пер. Г. С. Саблукова, прим. Н. Ф. Катанова. — Казань, 1905. — XVI, 224 с. — (Известия Общества археологии, истории и этнографии при Императорском Казанском университете, том XXI, вып. 5-6).